# Leo Breiten
Leo Breiten (eigentlich Leopold Obernbreit; * 2. Juli 1899 in Rosenheim; † 21. Mai 1978 in Berlin) war ein deutscher Unterhaltungskünstler, Sänger, Schlagzeuger und Textdichter.

## Leben
Leo Breiten zog in der ersten Hälfte der 1920er Jahre aus der bayerischen Provinz nach Berlin um, wo er zunächst als Sänger in kleineren Lokalen auftrat. Werner Bochmann war in den Anfangsjahren sein häufiger Klavierbegleiter. Auch verdiente er sein Geld teilweise als Schlagzeuger in Tanzkapellen. Als Schlagertexter hatte er mit dem Titel Der alte Schwede 1932 seinen ersten nennenswerten Erfolg.
Breiten, der einer jüdischen Kaufmannsfamilie entstammte (sein Vater musste nach den Novemberpogromen 1938 seinen Laden aufgeben und starb ein Jahr später; seine Mutter und seine Schwester wurden 1942 nach Theresienstadt deportiert), musste 1933 in die Emigration gehen. 1946 kehrte er nach Berlin zurück und wurde bald einer der erfolgreichsten Schlagertexter der Nachkriegszeit, trat aber selber nicht mehr auf der Bühne auf.
Leo Breiten verfasste den Subtext Schön ist’s im Winter zu dem Galopp Petersburger Schlittenfahrt op. 57 von Richard Eilenberg.
Für die Operette Alles für Sylvia von Will Meisel schuf er eine Neufassung des ursprünglich von Wulf Rittscher verfassten Librettos.

## Aufnahmen/Tonträger
als Sänger
- Madame, Sie sind ja kolossal verliebt. Lied und Foxtrott. M.: Werner Bochmann, T.: Leo Breiten. Berlin, Februar 1930. Artiphon 11194
- Der Mond hat zugeseh’n. Lied und Tango. M.: Werner Bochmann, T.: Leo Breiten. Berlin, Februar 1930. Artiphon 11195